# Nati nel 1499
| Questa pagina contiene informazioni ricavate automaticamente dalle voci biografiche con l'ausilio del template Bio e di un bot. L'aggiornamento è periodico e automatico e ricostruisce completamente la pagina. Se manca una persona in questa lista, sei pregato di non aggiungerla, ma accertati piuttosto che la sua voce biografica contenga il template Bio e che i dati anagrafici siano correttamente compilati. Se il template Bio manca, inseriscilo tu stesso o, in alternativa, metti l'avviso {{tmp\|Bio}} che ne segnala la mancanza. Se i dati riportati sono sbagliati, correggi direttamente la voce biografica; le modifiche saranno visibili in questa lista entro pochi giorni. Per chiarimenti vedi il progetto biografie. La lista contiene solo le 54 persone che sono citate nell'enciclopedia e per le quali è stato implementato correttamente il template Bio. Pagina aggiornata al 18 giu 2025. |

## Gennaio(3)
- 6 gennaio - Giovanni d'Avila, presbitero e santo spagnolo († 1569)
- 20 gennaio - Sebastian Franck, umanista tedesco († 1542)
- 29 gennaio - Katharina von Bora, monaca cristiana tedesca († 1552)

## Febbraio(1)
- 10 febbraio - Thomas Platter, scrittore svizzero († 1582)

## Marzo(4)
- 6 marzo - Gjon Buzuku, vescovo cattolico albanese († 1577)
- 10 marzo - Alfonso II Piccolomini, politico italiano († 1559)
- 22 marzo - Johann Carion, astronomo tedesco († 1537)
- 31 marzo - Papa Pio IV, papa, vescovo cattolico e cardinale italiano († 1565)

## Giugno(1)
- 24 giugno - Johann Brenz, teologo tedesco († 1570)

## Luglio(3)
- 3 luglio - Piero Vettori, scrittore, filologo classico e umanista italiano († 1585)
- 17 luglio - Maria Salviati, nobildonna italiana († 1543)
- 29 luglio - Francesco d'Ambra, commediografo italiano († 1558)

## Agosto(1)
- 24 agosto - Bartolomé de la Cueva y Toledo, cardinale e arcivescovo cattolico spagnolo († 1562)

## Settembre(1)
- 8 settembre - Pietro Martire Vermigli, teologo italiano († 1562)

## Ottobre(3)
- 13 ottobre - Claudia di Francia, sovrana († 1524)
- 22 ottobre - Vincenzo Massilla, giurista e politico italiano († 1580)
- 31 ottobre - Günther XL di Schwarzburg, conte tedesco († 1552)

## Novembre(2)
- 1º novembre - Rodrigo d'Aragona, nobile italiano († 1512)
- 24 novembre - Silvestro Aldobrandini, avvocato, giurista e politico italiano († 1559)

## Dicembre(1)
- 8 dicembre - Sebald Heyden, compositore e cantore tedesco († 1561)

## Senza giorno specificato(34)
- Gabriele Adorno, nobile e generale italiano († 1572)
- Johannes Aepinus, teologo tedesco († 1553)
- Cornelis Anthonisz, pittore olandese († 1553)
- Hans Asper, pittore svizzero († 1571)
- Giovanni Giacomo Barba, vescovo cattolico italiano († 1565)
- Antonio Begarelli, scultore italiano († 1565)
- Bernardino de Sahagún, missionario, grammatico e antropologo spagnolo († 1590)
- Martin Borrhaus, umanista e teologo tedesco († 1564)
- Adrianus Petit Coclico, compositore fiammingo
- Michael Coxcie, pittore fiammingo († 1592)
- Giovanni IV Crispo, duca († 1564)
- Vincenzo Diedo, politico e patriarca cattolico italiano († 1559)
- Bartolomé Ferrelo, esploratore spagnolo († 1550)
- Niccolò Tartaglia, matematico italiano († 1557)
- Niccolò Gaddi, cardinale e vescovo cattolico italiano († 1552)
- Agostino Gallo, agronomo italiano († 1570)
- Ottavio Gentile Oderico, doge († 1575)
- Cristoforo Giacobazzi, cardinale e vescovo cattolico italiano († 1540)
- Pirro Gonzaga, condottiero italiano († 1528)
- Sigismondo I Gonzaga, condottiero italiano († 1530)
- Cesare Hercolani, condottiero italiano († 1534)
- Andrés Laguna, umanista e farmacologo spagnolo († 1559)
- Jan Łaski, teologo polacco († 1560)
- Stefano Magno, storico italiano († 1572)
- Laurentius Petri, arcivescovo luterano svedese († 1573)
- Pietro d'Alcántara, religioso, presbitero e santo spagnolo († 1562)
- Juan Rodríguez Cabrillo, esploratore portoghese († 1543)
- Virgilio Rosario, cardinale e vescovo cattolico italiano († 1559)
- Christoph Rudolff, matematico tedesco († 1545)
- Pietro Tagliavia d'Aragona, cardinale e arcivescovo cattolico italiano († 1558)
- Lorenzo Torrentino, tipografo e umanista olandese († 1563)
- Bartholomäus Westheimer, teologo tedesco († 1567)
- Costanza da Correggio, nobildonna italiana († 1563)
- Giovanna III di Cardona, nobile spagnola († 1564)